# Carole Mortimer
 (mars 2020).
Carole Mortimer, née en 1960 en Angleterre, est une romancière britannique spécialisée dans les romans d'amour.